# Джесси, Энди
Эндрю Р. Джесси (англ. Andrew R. Jassy; род. 13 января 1968, Скарсдейл, Нью-Йорк) — американский бизнесмен и CEO компании Amazon Web Services (AWS). В феврале 2021 года стало известно, что он заменит Джеффа Безоса на посту CEO головной компании Amazon в третьем квартале 2021 года.

## Биография
Джесси — сын Марджери и Эверетта Л. Джесси из Скарсдейла (штат Нью-Йорк).
Джесси получил степень бакалавра в Гарвардском университете и степень MBA в Гарвардской школе бизнеса.

## Amazon
Джесси присоединился к Amazon в 1997 году. В 2003 году ему и Джеффу Безосу пришла идея создать платформу облачных вычислений, которая станет известна как Amazon Web Services (AWS), запущенная в 2006 году.
В апреле 2016 Джесси возглавил AWS на позиции CEO. Фактически, за время своего руководства он создал новую отрасль бизнеса с ёмкостью рынка около 100 миллиардов долларов США и сделал облачный сервис Amazon лидером мирового рынка: AWS стал крупнейшим поставщиком технологической инфраструктуры, а также самой быстрорастущей и самой прибыльной частью Amazon, обогнав в этой области Google и Microsoft и получив крупнейших клиентов из разных областей, таких как ЦРУ и Zoom.

## Личная жизнь
В 1997 году Джесси женился на Элане Рошель Каплан. У них двое детей.